# اچ‌ام‌اس اوسک (ان۶۵)
اچ‌ام‌اس اوسک (ان۶۵) (به انگلیسی: HMS Usk (N65)) یک زیردریایی بود که طول آن ۵۸٫۲۲ متر (۱۹۱٫۰ فوت) بود. این زیردریایی در سال ۱۹۴۰ ساخته شد.